# Robert van der Horst
Robert Adriaan van der Horst (Eindhoven, 17 oktober 1984) is een voormalig Nederlandse hockeyspeler die speelde bij Oranje-Rood in Eindhoven. Hij stopte in 2019 met hockey.

## Interlands
Van der Horst speelde tot dusver 247 officiële interlands voor de Nederlandse hockeyploeg.. Zijn internationale seniorendebuut maakte de verdediger annex middenvelder op 4 december 2004 tijdens het duel Nederland-Nieuw-Zeeland (5-2) bij het toernooi om de Champions Trophy in Lahore, Pakistan. Van der Horst maakt sindsdien deel uit van de nationale selectie. 
In 2005 gaf hij als aanvoerder nog wel leiding aan de Jong Oranje-ploeg, die bij het WK voor junioren in Rotterdam niet verder kwam dan de vijfde plaats.
Sinds 2013 is Van der Horst aanvoerder van het Nederlands Elftal. Toenmalig bondscoach Paul van Ass gaf hem het aanvoerderschap. Na het vertrek van Van Ass bleef hij aanvoerder onder Max Caldas. Met het Nederlands Elftal werd hij Europees kampioen. Als aanvoerder van Oranje kreeg hij de cup overhandigd.
Hij nam deel aan de Olympische Spelen van 2016, waar hij met het Nederlands team een 4e plaats behaalde.

## Clubs
Met zijn club Oranje Zwart uit Eindhoven won hij in het voorjaar van 2005 de landstitel in de Nederlandse hoofdklasse, ten koste van HC Bloemendaal. 
Vanaf het seizoen 2009/10 kwam Van der Horst uit voor HC Rotterdam. Sinds seizoen 2012/13 is hij weer terug bij Oranje-Zwart.
Met Oranje Zwart werd Van der Horst in 2014, 2015 en 2016 landskampioen. Tevens won hij met zijn club in 2015 de Euro Hockey League.
In 2006, 2011 en 2012 werd Van der Horst gekozen als beste speler van de Hoofdklasse en ontving hij de Gouden Stick.

## Internationale erelijst
| JAAR | TOERNOOI               | PLAATS                   | RESULTAAT |
| ---- | ---------------------- | ------------------------ | --------- |
| 2004 | Champions Trophy       | Lahore, Pakistan         | Zilver    |
| 2005 | Europees kampioenschap | Leipzig, Duitsland       | Zilver    |
| 2005 | Champions Trophy       | Chennai, India           | Zilver    |
| 2012 | Olympische Zomerspelen | Londen, Engeland         | Zilver    |
| 2014 | WK hockey 2014         | Den Haag, Nederland      | Zilver    |
| 2015 | Europees kampioenschap | Londen, Engeland         | Goud      |
| 2016 | Olympische Zomerspelen | Rio de Janeiro, Brazilië | (vierde)  |

## Onderscheidingen
- 2005 – FIH Junior Player of the World
- 2006 – Gouden Stick
- 2011 – Gouden Stick
- 2012 – Gouden Stick
- 2015 – FIH World Player of the Year

Thomas Boerma · 
Matthijs Brouwer · 
Ronald Brouwer · 
Jeroen Delmee · 
Geert-Jan Derikx · 
Rob Derikx · 
Laurence Docherty · 
Jeroen Hertzberger · 
Robert van der Horst · 
Timme Hoyng · 
Teun de Nooijer · 
Rob Reckers · 
Taeke Taekema · 
Guus Vogels · 
Roderick Weusthof · 
Sander van der Weide ·
Coach: Roelant Oltmans
Sander Baart · 
Billy Bakker · 
Marcel Balkestein · 
Floris Evers · 
Rogier Hofman · 
Robert van der Horst · 
Tim Jenniskens · 
Wouter Jolie · 
Robbert Kemperman · 
Teun de Nooijer · 
Jaap Stockmann · 
Valentin Verga · 
Klaas Vermeulen · 
Bob de Voogd · 
Mink van der Weerden · 
Roderick Weusthof · 
Sander de Wijn ·
Coach: Paul van Ass
Seve van Ass · 
Sander Baart · 
Billy Bakker · 
Jorrit Croon · 
Jeroen Hertzberger · 
Rogier Hofman · 
Robert van der Horst ·  
Robbert Kemperman · 
Mirco Pruyser · 
Glenn Schuurman · 
Jaap Stockmann · 
Hidde Turkstra · 
Valentin Verga · 
Bob de Voogd · 
Mink van der Weerden · 
Sander de Wijn ·
Coach: Max Caldas